# 谭平山
谭平山（1886年9月28日—1956年4月2日），原名谭鸣谦，又名谭彦祥，字诚斋，别号聘三，男，汉族，广东高明人，中国共产党和中國國民黨革命委員會主要创始人之兼早期重要領導人之一。

## 生平
譚平山1886年出生于广东省高明县一个裁缝家庭。1905年，考入广州两广优级师范学校。毕业后到雷州中学任教并参加同盟会。1917年，入北京大学哲学系学习，积极参加五四运动。当时为抗议二十一条的学生先到东交民巷使馆区游行，后到许多政府要员居住的新华门静坐，随后部分学生涌进负责签约的交通部长曹汝霖位于赵家楼的私宅，并放火焚烧。警方到场一共逮捕了三十二人，谭平山为其中之一。
1920年回广东创建共产主义小组。1921年中国共产党成立后，任中共广东支部书记。1923年出席中共三大，当选为中央执行委员、中央局委员。在中共四大继续被选为中央执行委员，在中共五届一中全会上当选为中共中央政治局委员，任农民部长。
1924年在中国国民党第一次全国代表大会上当选为中央常务委员，并被任为中国国民党中央组织部部长。1926年5月，国民党二届二中全会通过《整理党务案》，谭平山离职国民党组织部长，由蒋介石继任。1927年3月任武汉国民政府委员兼农民部部长。
1927年8月参与领导南昌起义，被推选为中国国民党革命委员会主席团主席，后曾以国民政府委员长名义对外。起义军南下途中，介绍贺龙加入中國共产党。南昌起义失败后流亡香港。11月中共中央临时政治局扩大会议上，因张国焘向共产国际代表罗明那兹状告，称其为左倾冒险，导致南昌起义失败，在其缺席情况下被开除党籍。1930年8月回上海参与组织第三党，因与邓演达有矛盾，退出活动，然后离开上海。
1937年抗日战争爆发，谭主动从香港回国，到武汉请战，受到蒋中正接见。1938年4月9日，中央监察委员会恢复其中国国民党党籍，历任第一、第二、第三、第四届国民参政会参政员。中日戰爭勝利后，反对蒋介石的內戰政策。1941年2月58歲時與孫蓀荃結婚，主婚人為王世杰。1948年1月在香港参与组织成立“中国国民党革命委员会”，任中央常务委员。1949年9月参加中国人民政治协商会议第一届全体会议，当选为主席团常务委员和第一届全国政协委员。
中华人民共和国成立后，任中央人民政府委员、中央人民政府政务院政务委员、政务院人民监察委员会主任等职。1954年9月当选为第一届全国人民代表大会常务委员会委员，12月当选为第二届全国政协委员。1956年3月当选为民革中央副主席。同年4月2日零时20分在北京逝世。

### 引用
1. ↑  . 武漢日報 (武漢). 1938-04-10. 中央監察委員會第四次全體會議，九日下午三時開會……卽席通過李濟琛、陳銘樞、方振武、譚平山、陳啓修、徐謙、劉震寰七人黨籍
2. ↑  谭平山委员治丧委员会. . 人民日报. 1956年4月3日: 第4版.